# ميغيل رينا
ميغيل رينا (بالإسبانية: Miguel Reina)‏ (مواليد 21 يناير 1946) هو لاعب كرة قدم. يلعب مع منتخب إسبانيا لكرة القدم. سبق له أن لعب في كأس العالم لكرة القدم مع منتخب بلاده.

## روابط خارجية
- ميغيل رينا على موقع الاتحاد الدولي (مؤرشف)  (الإنجليزية)
- ميغيل رينا على موقع الاتحاد الأوربي (الإنجليزية)
- ميغيل رينا على موقع قاعدة بيانات كرة القدم.إي يو (الإنجليزية)
- ميغيل رينا على موقع ناشيونال فوتبول تيمز (الإنجليزية)
- ميغيل رينا على موقع عالم كرة القدم.نت (الإنجليزية)